# Mario Salieri
Mario Salieri, pseudonimo di Mario Altieri (Napoli, 29 novembre 1957), è un regista e produttore cinematografico italiano, attivo principalmente nel settore della pornografia.

## Biografia
La fine degli anni settanta costituisce il trampolino di lancio della videoregistrazione domestica che, prima con la televisione a colori e poi con la diffusione del videoregistratore Betamax, si diffonde rapidamente. Proprio in quegli anni Mario Altieri accede nell'allora emergente mercato audiovisivo dedicandosi alla distribuzione clandestina di filmati pornografici. La sua attività di produttore inizia nella prima metà degli anni ottanta con la produzione di filmati amatoriali realizzati ad Amsterdam e destinati al mercato italiano.
Dopo una lunga gavetta nel 1984 costituisce a Napoli la società "999 Black & Blue Productions" con cui inizia ufficialmente il suo percorso nell'industria pornografica attraverso la produzione di quattro film intitolati: Napoli Sex, Capri Vacation, Remember e Violence. I film sono realizzati ad Ischia nel 1985 con l'idea di sviluppare un prodotto d'impronta italiana in un'industria fino ad allora dominata da statunitensi e nordeuropei. Proprio in quella circostanza Altieri decide di sostituire il suo cognome con quello d'arte di Salieri, ispirato al celebre compositore italiano. Le ragioni dietro la scelta del nome d'arte rimangono incerte e sono oggetto di diverse interpretazioni. Da un lato, potrebbe trattarsi di una scelta consapevolmente provocatoria, volta a creare un contrasto tra la reputazione di Salieri come compositore di musica sacra e il contesto dell'industria pornografica. Dall’altro, la decisione potrebbe avere una componente più ironica o goliardica, facendo riferimento al ruolo storico di Salieri come maestro di cappella.
Da quel momento inizia l'ascesa del regista partenopeo che raggiungerà il suo culmine nella prima metà degli anni novanta. Il grande successo internazionale dura fino al 2008, anno in cui il mercato dell'home video cede definitivamente il testimone ad internet. Salieri intuisce subito che per affrontare il nuovo mercato sono necessari cambiamenti radicali in termini di stile e di organizzazione e crea un network internet. Si trasferisce a Budapest e costituisce la società "Idea Trade Tre" con cui produce e dirige una discreta quantità di scene tematiche. Sostituisce inoltre il suo classico stile di ripresa, costituito da inquadrature statiche illuminate da Bruno De Sisti, con un taglio documentarista e dinamico che offre agli attori maggiore capacità d'azione.
Le pornostar da lui contrattualizzate sono note come Salieri Girls: si ricordano Selen, Joaly, Monica Roccaforte, Julia Taylor, Dalila, Joy Karin's, Sandrine Van Herpe, Luana Borgia, Michelle Wild, Bambola, Venere Bianca, Susanna Mori e Alexandra Stein. 
La carriera di Salieri è legata a numerosi scandali. Nel 1998 produce Il confessionale, con la regia di Jenny Forte, realizzato quasi interamente nella chiesa di San Vincenzo di Gioia dei Marsi: il parroco dell'epoca aveva acconsentito a far girare le scene in quanto gli era stato riferito che si trattava di riprese di un matrimonio in un normale film: quando le autorità ecclesiastiche vennero a conoscenza dell'accaduto tramite alcune segnalazioni, intimarono l'annullamento e la successiva riabilitazione di tutte le celebrazioni religiose effettuate in quella chiesa (matrimoni, battesimi, funerali).
Nel 2006 Salieri realizza una serie in tre puntate intitolata Salieri Football: la fiction racconta della corruzione e del massiccio uso di farmaci dopanti nel mondo del calcio professionistico e si conclude con una sua intervista a Carlo Petrini, ex calciatore di serie A. Nel 2017 produce un remake della Ciociara ispirandosi al romanzo di Alberto Moravia e scatena l'ira di Emiliano Ciotti, presidente dell'associazione vittime delle marocchinate, con la conseguenza di un'interrogazione parlamentare e di svariate lettere di sdegno indirizzate al presidente del Consiglio, Paolo Gentiloni.

## Filmografia parziale
- Napoli sex (1986)
- Violence (1986)
- Capri vacation (1986)
- Vortix 1 (1987)
- Vortix 2 (1987)
- Vortix 3 (1987)
- Vortix 4 (1987)
- Vietnam store 1 (1987)
- Vietnam store 2 (1987)
- Sex camorra 1 (1988)
- Sex camorra 2 (1988)
- Vietnam store 3 (1988)
- Vietnam store 4 (1988)
- La mia signora (1988)
- Vacanze a Rimini (1989)
- Remember (1989)
- Gilda cocktail (1989)
- Inside Napoli 1 (1989)
- Inside Napoli 2 (1989)
- Inside Napoli 3 (1989)
- Inside Napoli 4 (1989)
- Fantasmi a Napoli (1990)
- Viaggio nel tempo 1 (1990)
- Viaggio nel tempo 2 (1990)
- Viaggio nel tempo 3 (1990)
- Harem (1990)
- Potere (1991)
- Brivido al sole (1991)
- Discesa all'inferno (1991)
- Concept by Salieri 1 (1991)
- Concept by Salieri 2 (1991)
- Diritto d'autore (1991)
- Napoli Parigi - Linea rovente 1 (1991)
- Napoli Parigi - Linea rovente 2 (1991)
- Roma Connection (1992)
- La lunga notte della paura (1992)
- Tutta una vita (1992)
- Arabika (1992)
- Adolescenza perversa (1993)
- Il mistero del convento (1993)
- CKP (1993)
- Violentata davanti al marito (1994)
- Sceneggiata napoletana (1994)
- Scuole superiori (1994)
- Concetta Licata (1994)
- Dracula (1994)
- La clinica della vergogna (1994)
- Concetta Licata 2 (1995)
- Eros e Tanatos (1995)
- Racconti immorali di Mario Salieri (1996)
- Concetta Licata III (1997)
- Usura gallery (1997)
- Voyeur gallery (1997)
- Stupri gallery (1997)
- Racconti dall'oltretomba (1998)
- Fuga dall'Albania (1998)
- Il confessionale (1998)
- Stavros 1 (1999)
- Stavros 2 (1999)
- Il mostro dell'autostrada Napoli-Roma (1999)
- Intimità proibite di due giovani casalinghe (2000)
- Napoli (2000)
- Ingenui turisti nella spirale del vizio (2001)
- Casino (2001)
- Divina (2001)
- Una supplente in provincia (2001)
- Vi presento mia figlia (2002)
- Vi presento mia moglie (2002)
- Faust (2002)
- Il mondo perverso delle miss (2002)
- Dossier sulla prostituzione (2003)
- Erotic stories 1 (2003)
- Erotic stories 2 (2003)

- Care dolci mammine (2003)
- Il saprofita (2003)
- La dolce vita (2003)
- Lolita connection (2003)
- Una famiglia perversa (2003)
- Salieri Airlines (2004)
- La moglie del professore (2005)
- Salieri Football (2005)
- La vita segreta di Jasmine (2006)
- Il vizio del presidente (2006)
- La febbre del tradimento (2006)
- Il tramonto di un sogno (2006)
- Salieri Football 2 (2006)
- La vedova della camorra (2007)
- Liceali violate (2007)
- Luride mani sul corpo di tua moglie (2007)
- Supplizio di una giovane madre e di una baby sitter (2008)
- Sottomissione di due liceali (2008)
- Insidia per una ginnasta (2008)
- Incubo al cimitero (2008)
- Notte di terrore per una coppia di giovani sposi (2008)
- Sevizie ad una casalinga (2008)
- La bestia in gabbia (2008)
- Oltraggio perverso (2008)
- Maniac show 1 (2008)
- Maniac show 2 (2008)
- Dominata nell'anima (2009)
- Depravazione bestiale (2009)
- Dominazione totale (2009)
- Sottomissione assoluta (2009)
- Gioco perverso (2009)
- Wellness perversion (2009)
- GHB - La droga dello stupro (2009)
- Predatrice perversa (2009)
- Schiave dietro le sbarre (2009)
- Sadismo estremo (2009)
- Schiave servili (2009)
- Confessione proibita di una giovane sposa (2010)
- Mamma violata (2010)
- Mamma infedele (2010)
- Madre e puttana (2010)
- La bella e la bestia (2010)
- Band of Bastards - Part 1 (2011)
- Band of Bastards - Part 2 (2011)
- Band of Bastards - Part 3 (2011)
- Band of Bastards - Part 4 (2011)
- Mamma l'orco mi tocca (2011)
- Mamma e figlia prede dell'orco (2011)
- L'orco e la ragazzina (2011)
- La bambolina (2011)
- Piccola Preda (2011)
- Latte e cioccolata (2011)
- Un regalo per papà (2011)
- Hell's Holiday (Una vacanza all'inferno) (2011)
- Television casting - Il film (2012)
- Television casting 1 (2011)
- Television casting 2 (2012)
- Television casting 3 (2012)
- La ciociara (2017)
- Carosello napoletano (2019)
- Faccetta nera (2019)
- Mamma Roma (2020)
- Salieri XXX Mamma Roma 1: Il matrimonio di Gaetano Ascione (2021)
- Salieri XXX Mamma Roma 2: Il ricatto di Spartaco Mancini (2021)
- Salieri XXX Mamma Roma 3: I fantasmi del passato (2021)
- Inconsolabile Vedova (2022)
- Ma tu vulive a'pizza (2022)
- Natale in casa Varriale (2023)
- La Veggente di Casavatore (2024)

## Riconoscimenti
- 2003 – Best Director – Italy Venus[4]
- 2004 – Best Director – Italy Venus[4]
- 2005 – Best International Direction Eroticline[4]